# Steatoda ngipina
Steatoda ngipina är en spindelart som beskrevs av Alberto Barrion och James A. Litsinger 1995. Steatoda ngipina ingår i släktet vaxspindlar, och familjen klotspindlar.
Artens utbredningsområde är Filippinerna. Inga underarter finns listade i Catalogue of Life.